# Villa Chiampo
La villa Chiampo, une fois connue sous le nom de Villa della Cittadella, est une résidence historique de la ville d'Ivrée au Piémont en Italie.

## Histoire
La date de construction est incertaine. Toutefois, la présence de la villa dans un aquarelle réalisé en 1883 par le géographe et naturaliste britannique Henry Haversham Godwin-Austen intitulé Panoramic View from the hill La Nuova Castiglia conduit à en dater l'édification vers le milieu du XIXe siècle.

La villa, à l'origine propriété de la famille Borgetti, fut vendue en 1893 à l'ingénieur Giacomo Chiampo, maire d'Ivrée entre 1888 et 1895. Les Borgetti emménagèrent alors dans l'autre résidence qui avaient fait  construire en ville pendant les années 1860, la villa Luisa.

## Description
La villa s'élève en haut du mont Ferroglietto en position dominante sur le quartier du Borghetto sur la rive droite de la Doire Baltée.
Le bâtiment, développé sur trois niveaux, présente un plan rectangulaire. Une grande terrasse permet de profiter de la vue sur le fleuve, la ville et les montagnes.